# 西拉唑啉
西拉唑啉（INN：cirazoline）是α1A肾上腺素受体的完全激动剂、α1B和α1D肾上腺素受体的部分激动剂以及α2肾上腺素受体的非选择性拮抗剂。据信，这种特性的组合可以使西拉唑啉成为有效的血管收缩剂。
据称，西拉唑啉还可以通过激活大脑下丘脑室旁核中的α1肾上腺素受体来减少大鼠的食物摄入量。服用西拉唑啉似乎还会通过激活相同的受体来损害猴子的空间记忆。然而，在初步研究中，通过刺激α2肾上腺素受体，工作记忆得到了相对改善。